# تومي سميث (لاعب كرة قدم أيرلندي)
تومي سميث (بالإنجليزية: Tommy Smyth)‏ هو لاعب كرة قدم أيرلندي، ولد في 1 ديسمبر 1946 في Knockbridge ‏ في جمهورية أيرلندا.

## وصلات خارجية
- تومي سميث على موقع IMDb (الإنجليزية)